# Участок-Балта
Участок-Балта (рос. Участок-Балта) — село у Мошковському районі Новосибірської області Російської Федерації.
Входить до складу муніципального утворення Широкоярська сільрада. Населення становить 411 осіб (2010).

## Історія
Згідно із законом від 2 червня 2004 року органом місцевого самоврядування є Широкоярська сільрада.

## Населення
| 2002 | 2007 | 2010 |
| ---- | ---- | ---- |
| 476  | ↗528 | ↘411 |